# Austropsocus salmoni
Austropsocus salmoni är en insektsart som beskrevs av Courtenay N. Smithers 1969. Austropsocus salmoni ingår i släktet Austropsocus och familjen Pseudocaeciliidae. Inga underarter finns listade i Catalogue of Life.